# Classificazione di Sudarsky
La classificazione di Sudarsky è un sistema classificativo che si propone di descrivere l'aspetto dei pianeti giganti gassosi, ed in particolare dei pianeti extrasolari appartenenti a questa categoria, sulla base della loro temperatura; deve il suo nome a David Sudarsky, che, assieme ad Adam Burrows, Philip Pinto ed Ivan Hubeny, inventò il sistema nel 2000, ben prima che fosse possibile misurare le caratteristiche atmosferiche degli esopianeti. Si tratta di un sistema piuttosto ampio, che si propone di mettere ordine nella probabile ricca varietà delle atmosfere degli esopianeti gassosi.
I pianeti sono suddivisi in cinque classi, numerate con numeri romani; nel sistema solare, due sono i pianeti che possono essere contemplati nella classificazione: Giove e Saturno, entrambi di classe I.
Il modello non può prevedere l'apparenza di pianeti che non siano giganti gassosi, ovvero dei pianeti rocciosi (come la Terra o alcune super Terre quali Gliese 370 b ed OGLE-2005-BLG-390L b) e dei giganti ghiacciati Urano e Nettuno.

## Contesto
L'aspetto dei pianeti extrasolari è in larga parte sconosciuto e oggetto di speculazione, per via delle difficoltà oggettive nella loro osservazione diretta; inoltre, eventuali analogie con i pianeti del sistema solare sarebbero applicabili solo ad una piccola parte degli esopianeti conosciuti, dal momento che la gran parte presenta caratteristiche totalmente differenti, come i pianeti gioviani caldi.
Gli oggetti transitanti sulla loro stella madre possono essere mappati tramite la spettrografia, come ad esempio HD 189733 Ab, che successivi studi hanno mostrato essere di colore blu con un'albedo maggiore di 0,14. La gran parte dei pianeti transitanti sono gioviani caldi.
Le ipotesi sull'aspetto degli esopianeti si basano fortemente sui modelli computerizzati, come ad esempio in che modo il profilo di temperatura e pressione atmosferica e la composizione rispondono a vari gradi di insolazione.

## Classificazione

### Classe I: nubi di ammoniaca
I pianeti di questa classe si presentano dominati da nubi di ammoniaca, dominano le regioni esterne dei sistemi planetari e sono caratterizzati da temperature inferiori a 150 kelvin (K). L'albedo predetta di un pianeta di classe I che orbiti attorno a una stella simile al Sole (albedo nel visibile) è 0,57, raffrontata con il valore di 0,343 di Giove e 0,342 di Saturno. Tale discrepanza può essere in parte giustificata tenendo in considerazione la presenza di sostanze quali toline o fosforo, responsabili della colorazione delle nubi di Giove, che non sono contemplate nei calcoli del modello.
Le basse temperature che caratterizzano questi pianeti richiedono la presenza di una stella fredda (come una nana rossa) o elevate distanze da una stella simile al Sole.
Dal 2000, le pubblicazioni di Sudarsky hanno assegnato la classe I solamente a Giove e Saturno, anche se un possibile candidato potrebbe essere 55 Cancri d.

### Classe II: nubi d'acqua
I pianeti della classe II sono troppo caldi (~250 K) per permettere la formazione di nubi di ammoniaca; al loro posto, sono però presenti delle nubi costituite da vapore acqueo. Le nubi di vapore acqueo sono più riflettenti delle nubi di ammoniaca, motivo per il quale essi presentano un'albedo nel visibile di 0,81. Nonostante le nubi di questi pianeti siano del tutto simili a quelle presenti sulla Terra, la loro atmosfera sarebbe costituita in prevalenza da idrogeno e molecole ricche in questo elemento, come il metano.
Possibili pianeti di classe II inclusi nella lista di Sudarsky comprendono 47 Ursae Majoris b ed Upsilon Andromedae d (da notare, però che la massa effettiva di quest'ultimo è significativamente maggiore di quella stimata all'epoca delle pubblicazioni di Sudarsky).

### Classe III: privi di nubi
Pianeti con temperature di equilibrio comprese tra circa 350 K ed 800 K non presentano una copertura nuvolosa globale, dal momento che le loro atmosfere sono prive di sostanze chimiche in grado di formare nubi; tali pianeti si presenterebbero dunque come delle sfere blu prive di formazioni per via dello scattering di Rayleigh e dell'assorbimento da parte del metano, il che li farebbe apparire come delle versioni "maggiorate" di Urano e Nettuno. L'assenza della copertura nuvolosa determina un'albedo piuttosto bassa, circa 0,12. Si collocano nelle regioni interne di un sistema planetario, all'incirca in corrispondenza della posizione di Mercurio nel sistema solare. Oltre i 700 K però i solfuri e i cloruri possono andare a costituire alcune formazioni nuvolose simili ai cirri.
Tra i pianeti inclusi da Sudarsky nella classe III figurano Gliese 876 b e Upsilon Andromedae c.

### Classe IV: metalli alcalini
Oltre i 900 K, il monossido di carbonio diviene la molecola contenente carbonio dominante; inoltre, si ha un sostanziale aumento delle abbondanze dei metalli alcalini, che determina la presenza di preminenti linee spettrali di sodio e potassio. In questi pianeti è presente una coltre, negli strati inferiori dell'atmosfera, di silicati e ferro, sostanze che però non dovrebbero condizionare lo spettro del pianeta. L'albedo di un simile pianeta è molto bassa, 0,03, per via del forte assorbimento mediato dai metalli alcalini. I pianeti di classe IV e V assommano i pianeti gioviani caldi.
Sudarsky annovera in questa classe 55 Cancri b. Un altro pianeta di questa classe sarebbe HD 209458 b, che presenta una temperatura di 1300 K, un'albedo geometrica pari a 0 e linee del sodio nello spettro; tuttavia, la presenza di una coltre nuvolosa oscura, costituita presumibilmente da titanio e vanadio, nella parte più alta dell'atmosfera ne nasconde la reale composizione. Anche HD 189733 b, con temperature di 920-1200 K, è compreso nella classe IV; tuttavia, è stato descritto come un pianeta bluastro, con un'albedo superiore a 0,14; pertanto è considerato un membro anomalo di questa classe.

### Classe V: nubi di silicati
La classe V comprende i giganti gassosi più caldi, con temperature superiori a 1400 K; questi sono caratterizzati dalla copertura di silicati e ferro nella parte più alta dell'atmosfera. Tali pianeti presenterebbero un'albedo di 0,55, per via della riflettività elevata della copertura nuvolosa. A simili temperature, il pianeta potrebbe apparire rosso per via dell'enorme calore emesso. Tali pianeti sono teoricamente osservabili con le strumentazioni disponibili attorno a stelle di magnitudine apparente inferiore a 4,50.
In questa categoria potrebbero essere inclusi 51 Pegasi b, HAT-P-11b e molti altri esopianeti giganti scoperti tramite il telescopio Kepler.